# Zeszyt znaczkowy

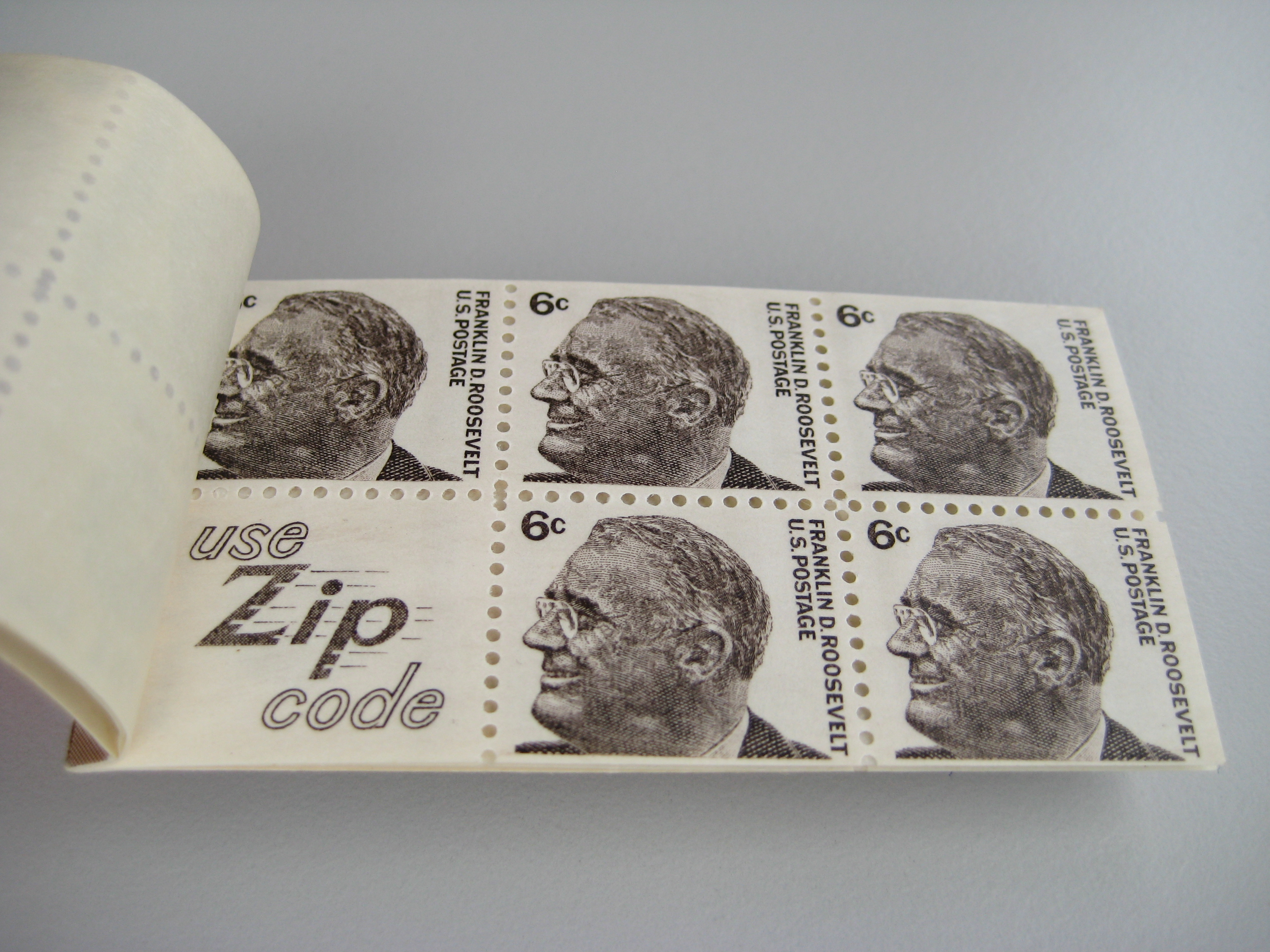
Pięć znaczków w zeszycie z USA

Zeszyt znaczkowy – forma wydawania znaczków pocztowych.
Zeszyt zawiera od kilku do kilkudziesięciu znaczków jednego lub więcej rodzajów, skomponowanych w różnych układach, nierzadko z przywieszkami lub wolnymi polami. Zeszyt składa się z jednego do kilku arkusików umieszczonych w okładce. Kształtem przypomina mały zeszyt.
Pierwsze takie zeszyty ukazały się w USA i RPA w 1892 oraz w Luksemburgu w 1895, a w Polsce w 1937.